# Генерал-губернатор Цейлона
Генера́л-губерна́тор Цейло́на — представитель (или фактический глава государства) британской Короны с момента присоединения Цейлона как королевства Содружества в 1948 году до превращения этой страны в республику под названием Шри-Ланка в 1972 году.

## Список генерал-губернаторов Цейлона
- Сэр Генри Монк-Мейсон Мур[англ.], с 4 февраля 1948 по 6 июля 1949
- Гервальд Рэмсботам, с 6 июля 1949 по 17 июля 1954
- Сэр Оливер Эрнест Гунетиллеке[англ.], с 17 июля 1954 по 2 марта 1962
- Уильям Гопаллава, с 2 марта 1962 по 22 мая 1972